# César Bertolo
César Bertolo (Rosario, 19 gennaio 1911 – ...) è stato un calciatore argentino, di ruolo attaccante.
Era conosciuto anche come Bertolo I perché suo fratello minore Domingo Bertolo fu anch'egli calciatore.

## Caratteristiche tecniche
Giocava come ala.

## Carriera
Iniziò la carriera da calciatore, in Italia, con la maglia de La Chivasso, insieme al fratello Domingo nella stagione 1929-1930 in Terza Divisione, ottenendo un secondo posto che valse il passaggio in Seconda Divisione. Disputò ancora nelle file de La Chivasso la stagione 1930-1931.
All'inizio della stagione 1931-1932 si trasferì al Torino, partecipante al campionato di Serie A. Giocò nella massima categoria anche con il Livorno ed in Serie B con Cremonese e Sanremese.

## Palmarès

### Club

#### Competizioni nazionali
- Prima Divisione: 1

Sanremese: 1934-1935 (girone D)